# Софи Вилмес
Софи Вилмес (фр. Sophie Wilmès; Иксел, 15. јануар 1975) јесте белгијскa политичарка која је обављала дужност председника Владе Белгије од октобра 2019. до октобра 2020. године. Од тада до јула 2022. била је на функцији министра спољних послова. Прва је жена на тим позицијама у Белгији. Чланица је Реформистичког покрета.
Након савезних избора 2019. Филип од Белгије је поставио Вилмесову да води техничку владу (Прва влада Софи Вилмес) пре него што је формирала извршну владу (Друга влада Софи Вилмес) у марту 2020. ради управљања пандемијом ковида 19.
У октобру 2020. придружила се влади Александера де Кроа као министарка спољних послова и потпредседница владе.

## Биографија
Софи Вилмес је рођена 15. јануара 1975. у општини Иксел у Бриселском региону. Њен отац Филип Вилмес је био банкар и професор економије на Католичком универзитету у Лувену. Био је активан у политици либерализма и служио је као шеф кабинета Жана Гола из Либералне реформистичке странке (Parti Réformateur Libéral, ПРЛ). Њена баба и деда по оцу погинули су у бомбардовању Лимала током Другог светског рата. Мајка Вилмесове је ашкенашка Јеврејка, а неколико њених рођака погинуло је у Холокаусту. Радила је у канцеларији Мике Офесирс од 1992. до 1993. током њеног мандата министарке буџета.
Вилмесова је одрасла у граду Гре Доасо у Валонском Брабанту. Стекла је диплому из примењене комуникације на Институту за високе студије друштвених комуникација (Ихекс) и диплому из финансијског менаџмента на Универзитету Сен Луј у Бриселу. Својевремено је радила за Европску комисију као финансијски службеник, а затим као економски и финансијски саветник у адвокатској канцеларији.

## Политичка каријера
Године 2000. постала је одборница у Укелу. Од 2007. до 2014. Вилмесова је била први алдерман задужен за финансије, буџет, франкофоно образовање, комуникацију и локално пословање града Синт Генесијус Роде. Од 2014. до 2015. била је покрајинска одборница за провинцију Фламански Брабант. У октобру 2014. изабрана је за члана Представничког дома.
У септембру 2015. министар буџета Ерве Жамар најавио је да ће поднети оставку 1. октобра 2015. јер је изабран за гувернера провинције Лијеж. Вилмесова је изабрана да га наследи као министарка буџета у Првој влади Шарла Мишела. У децембру 2018. постала је министарка буџета, државне службе, националне лутрије и научне политике у Другој влади Шарла Мишела.
Дана 27. октобра 2019. постала је прва жена премијер Белгије наследивши Шарла Мишела. Водила је техничку владу док су настављени преговори о формирању нове коалиционе владе. Дана 16. марта 2020, кад су преговори и даље били у току након 15 месеци, све значајније странке су се сложиле да дају пуна законодавна овлашћења влади Софи Вилмес ради борбе против пандемије ковида 19. Према условима споразума Вилмесовој су дата посебна овлашћења да се носи с привредним и друштвеним утицајем пандемије. Требало је да та овлашћења трају три месеца премда су се могла једном обновити за додатна три месеца. Вилмесову је касније 16. марта краљ Филип званично предложио за председницу владе, а њена реконструисана извршна влада положила је заклетву дан касније.

## Лични живот
Године 2002. Вилмесова се удала за Криса Стоуна, аустралијског бизнисмена и бившег фудбалера. Имају три кћери: Викторију, Шарлот и Елизабет. Стоун има сина Џонатана из претходне везе.